# رشته افکار
قطار اندیشه‌ها، رشته افکار یا مسیر فکری (به انگلیسی: Train of thought)اشاره دارد به ارتباط متقابل رشته ایده‌های مطرح شده در طی ارتباط اندیشه یا گفتمان، به خصوص در خصوص چگونگی هدایت این رشته از یک ایده به ایده دیگر.
هنگامی که یک خواننده یا شنونده «رشته افکارش را گم می‌کند» (یعنی رابطه بین جملات یا عبارات متوالی را از دست می‌دهد) درک مطلب از مطالبی که اظهار شده یا هنوز بیان نشده را گم کرده‌است.

## جستارهای مرتبط
- تداعی گرایی